# Copablepharon canariana
Copablepharon canariana là một loài bướm đêm trong họ Noctuidae.